# Nicodemo Ferrucci
Nicodemo Ferrucci (Fiesole, 23 gennaio 1575 – Firenze, 15 marzo 1650) è stato un pittore italiano del periodo barocco, attivo principalmente a Roma.

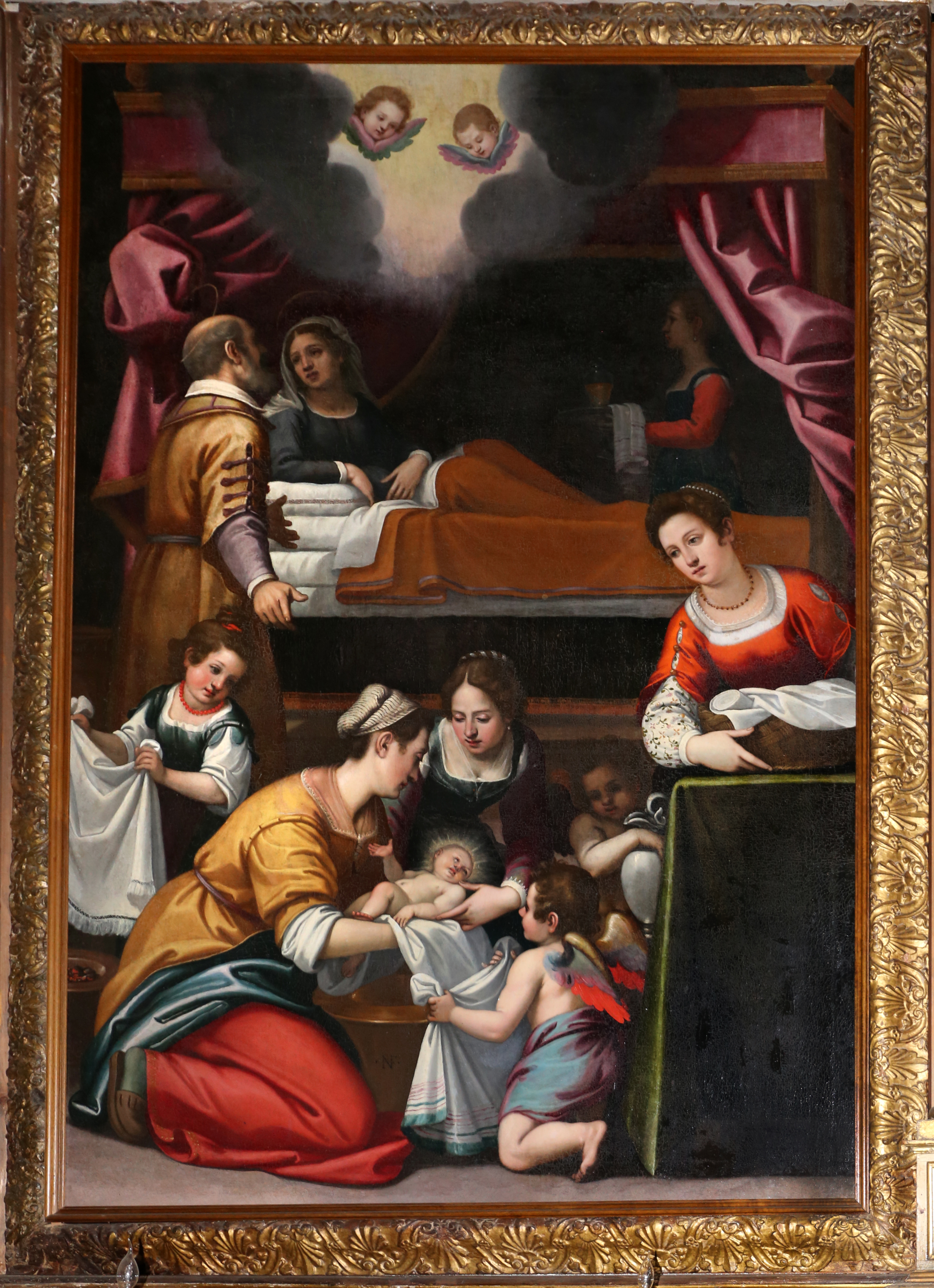
Natività di Maria (1565), San Bartolomeo, Cutigliano

Nato a Fiesole, fu allievo del pittore Domenico Passignano, con cui collaborò in affreschi a Roma. Fu anche un prolifico pittore di ritratti, compresi artisti contemporanei della Toscana.